# منتجات إيباي الغريبة
تم إدراج العديد من العناصر الغريبة للبيع على موقع المزاد الشهير إيباي. تم بيع بعضها بينما تم إيقاف مزادات أخرى بواسطة إيباي لأن القائمة انتهكت سياساتها.

## المباني والأراضي
- في عام 2002، كانت بريدجفيل، كاليفورنيا (بوب. 25) أول بلدة تُباع على إيباي، وقد عُرضت للبيع ثلاث مرات منذ ذلك الحين.[1]

- في فبراير 2003، كانت مدينة كارلوتا بولاية كاليفورنيا معروضة للبيع بالمزاد على موقع إيباي.[2]

- في نوفمبر 2005، تم بيع علامة هوليوود الأصلية على موقع إيباي مقابل 450.400 دولار أمريكي.[3][4]
- في مايو 2006، حاول رجل من بريزبان، أستراليا، بيع نيوزيلندا بسعر يبدأ من 0.01 دولار أسترالي. كان السعر قد ارتفع إلى 3000 دولار قبل أن تغلق إيباي المزاد.[5][6]
- في مايو 2006، تم طرح بقايا حصن مونتغمري الأمريكية، وهو حصن حجري في شمال ولاية نيويورك تم بناؤه عام 1844، للبيع بالمزاد على موقع إيباي. انتهى المزاد الأول في 5 يونيو 2006، بعرض فائز قدره 5.000.310 دولار أمريكي. ومع ذلك، لم يكتمل البيع، ولا تزال القلعة والأراضي المحيطة بها للبيع وتم إعادة إدراجها في الموقع عدة مرات منذ ذلك الحين.[7][8]

## المركبات
- في يونيو 2002، باعت ديزني قطارًا أحادي الخط خارج الخدمة مقابل 20.000 دولار أمريكي.[9]
- في يونيو 2005، زوجة تيم شو، باعت سيارة لوتس اسبريت الرياضية بسعر 50 بنسًا بعد أن سمعته وهو يغازل عارضة الأزياء جودي مارش على الهواء. تم بيع السيارة خلال خمس دقائق وطلب من المشتري استلامها في نفس اليوم.[10]
- في نوفمبر 2017، تم إدراج هوندا أكورد 1996 مع 141,095 ميلًا على موقع إيباي مقابل 499 دولارًا أمريكيًا بواسطة ماكس لانمان نيابة عن صديقته. صنع لانمان مقطع فيديو للمساعدة في بيع السيارة،[11] والتي انتشرت بسرعة كبيرة، مما ساعد على رفع المزاد إلى 150 ألف دولار قبل أن تزيل إيباي المنتج عن طريق الخطأ.[12] تم إعادة إدراجها مرة أخرى وإزالتها عن طريق الصدفة. عرض CarMax شراء السيارة مقابل 20 ألف دولار، وهو ما قبلته صديقة لانمان.

### المركبات العسكرية
- في يناير 2004، تم إدراج حاملة الطائرات البرازيلية ميناس جيرايس الصالحة للإبحار التي يبلغ وزنها 16 ألف طن، والتي كانت تُعرف سابقًا باسم HMS Vengeance البريطانية. تمت إزالة المزاد عندما قرر موقع إيباي أن السفينة تحوي على معدات حربية، على الرغم من إزالة جميع أنظمة الأسلحة.[13]

- في مايو 2006، اشترى رجل أعمال صيني يدعى تشانغ تشنغ طائرة مقاتلة تشيكية سابقة من طراز ميكويان-غوريفيتش ميغ-21 من بائع في الولايات المتحدة مقابل 24.730 دولارًا. ورفض البائع «إنكقرل» شحنه. من غير الواضح ما إذا كان قد تعرض للخداع.[14][15]

## أصناف جديدة
- في سبتمبر 2006، تبين أن قائمة قنفذ البحر هي نوع جديد، فيما بعد سميت باسم Coelopleurus exquisitus.[16]
- في أغسطس 2008، أعلن الدكتور ريتشارد هارينجتون، نائب رئيس الجمعية الملكية البريطانية لعلم الحشرات، أن حشرة أحفورية اشتراها مقابل 20 جنيهًا إسترلينيًا (27.11 دولارًا أمريكيًا) من بائع في ليتوانيا كانت نوعًا غير معروف من قبل. وقد أطلق عليها اسم مينداروس هارينجتونى (بالإنجليزية: Mindarus harringtoni)‏ على اسم الدكتور هارينجتون. كان يريد أن يسميها ميندروس إيباي، لكن هذا الاسم لم يُسمح به لأنه غير محترم للغاية. تبلغ من العمر 45 مليون عام، محفوظة في قطعة من الكهرمان البلطيقي، وموجودة الآن في متحف التاريخ الطبيعي في لندن.[17]

## طعام وشراب
- في ديسمبر 2004، تم بيع المياه التي قيل أنها تُركت في فنجان شربها إلفيس بريسلي مقابل 455 دولارًا أمريكيًا. جاءت هذه الملاعق القليلة من كوب بلاستيكي ارتشفه بريسلي في حفل موسيقي في كارولاينا الشمالية عام 1977.[18]
- باع بيل بينيت، الطالب بجامعة كوفنتري، حبة كورن فليكس مقابل 1.20 جنيه إسترليني (1.63 دولار أمريكي).[19]
- في عام 2004، قيل إن شطيرة جبن مشوية عمرها 10 سنوات تم تناولها جزئيًا تحمل صورة مريم العذراء قد بيعت على موقع إيباي مقابل 28 ألف دولار.[20]
- في يناير 2006، باع رجل بريطاني، Leigh Knight، كرنب بروكسل غير مرغوب فيها متبقية من عشاء عيد الميلاد مقابل 1550 جنيهًا إسترلينيًا (2100.72 دولارًا أمريكيًا) للمساعدة في أبحاث السرطان.[21][22]

## الناس
- في يونيو 2005، قامت أم من ولاية يوتا كاري سميث تبلغ من العمر 30 عامًا، ببيع جبهتها بالمزاد لجمع الأموال لمنح ابنها تعليمًا جيدًا. وصلت العطاءات إلى 999.99 دولارًا أمريكيًا قبل أن تدفع شركة goldencasino.com، وهي شركة مشهورة بمشترياتها الفاحشة على موقع إيباي، سعر الشراء الآن بقيمة 10000 دولار.[23]
- في يناير 2006، باع مجموعة من أربعة رجال من أستراليا أنفسهم بالمزاد العلني لقضاء عطلة نهاية الأسبوع مع وعد بشرب الجعة والوجبات الخفيفة والمحادثات الممتعة والكثير من الضحك مقابل 1300 دولار أسترالي.[24]
- في فبراير 2007، بعد أن حلقت بريتني سبيرز شعرها بالكامل في صالون في لوس أنجلوس، تم إدراج على موقع إيباي مقابل مليون دولار أمريكي قبل إزالة المنتج.[25]
- في مايو 2008، قام بول أوزبورن من المملكة المتحدة بإدراج زوجته شارون للبيع على موقع إيباي، زاعمًا أن لديها علاقة مع زميل في العمل.[26]
- في أغسطس 2009، قامت أم لستة أطفال من جنوب أركنساس ببيع الحقوق القانونية لتسمية طفلها الذي لم يولد بعد.[27]
- في فبراير 2007، بعد أن حلق بريتني سبيرز شعرها بالكامل في صالون لوس أنجلوس، تم إدراجه على موقع إيباي مقابل مليون دولار أمريكي قبل إزالة القائمة.
- في يونيو 2008، عرض إيان أوشر «حياته كلها» في مزاد علني. وشمل المزاد منزله في بيرث، وممتلكاته، وتعريف لأصدقائه، وتجربته في وظيفته.[28] عند إغلاق المزاد، بيعت «حياته» بمبلغ 384000 دولار.
- في 24 فبراير 2016، عُرض الرئيس المصري عبد الفتاح السيسي في مزاد على موقع إيباي، بعد أن قال إنه سيبيع نفسه إذا كان ذلك ممكنًا من أجل جمع الأموال لمصر. تمت إزالة النشر لاحقًا بواسطة إيباي.[29]

## أخرى
- تم بيع إحدى ماكينات حفر الأنفاق المشاركة في بناء نفق المانش على موقع إيباي في عام 2004.[30]
- باعت جمعية اللغة الألمانية اللغة الألمانية للفت الانتباه إلى التأثير المتزايد للغة الإنجليزية في ألمانيا الحديثة.[31]
- في يناير 2008، تم بيع أربع كرات غولف بالمزاد العلني على موقع إيباي بعد إزالتها جراحيًا من ثعبان السجاد الذي ابتلعها عن غير قصد أثناء مداهمته للبيض في حظيرة دجاج. جذبت القصة اهتمامًا دوليًا كبيرًا وبيعت الكرات في النهاية بأكثر من 1400 دولار أسترالي. تعافى الثعبان وأطلق سراحه.[32]
- في ديسمبر 2009، باعت امرأة حقوق الطبع والنشر بالمزاد العلني لفيلم منزلي لم يسبق له مثيل مدته أربع دقائق لمارلين مونرو وهي تدخن سيجارة.[33]
- في سبتمبر 2010، حاول رجل يبلغ من العمر 23 عامًا في ستوكتون أون تيز يدعى مايكل فوسيت جمع الأموال لأبحاث السرطان عن طريق بيع شبح. جذب المزاد انتباه إحدى الصحف المحلية. ومع ذلك، بعد اليوم السادس من المزاد، أزال موقع إيباي العنصر قائلاً إنه يتعارض مع سياستهم لبيع «العناصر غير الملموسة أو العناصر التي لا يمكن التحقق من وجودها عند استلامها، مثل الأشباح أو الأرواح».[34][35]

## وصلات خارجية
- موقع إيباي